# USS Stewart (DD-224)
Lo USS Stewart (hull classification symbol DD-224) fu un cacciatorpediniere della United States Navy appartenente alla classe Clemson, entrato in servizio nel 1920 e attivo durante la seconda guerra mondiale; catturato dai giapponesi nel marzo del 1942, l'unità rientrò in servizio con la Marina nipponica con il nome di Dai-102-Gō shōkaitei ("Nave da pattuglia numero 102"): delle quattro unità navali statunitensi catturate dal Giappone durante la guerra, lo Stewart fu quella di maggiori dimensioni e importanza.
Al termine della guerra la nave fu riacquisita dagli statunitensi e rimessa in servizio come DD-224, finendo poi affondata il 24 maggio 1946 come nave bersaglio nel corso di una esercitazione.

## Storia

### 1920 - 1942

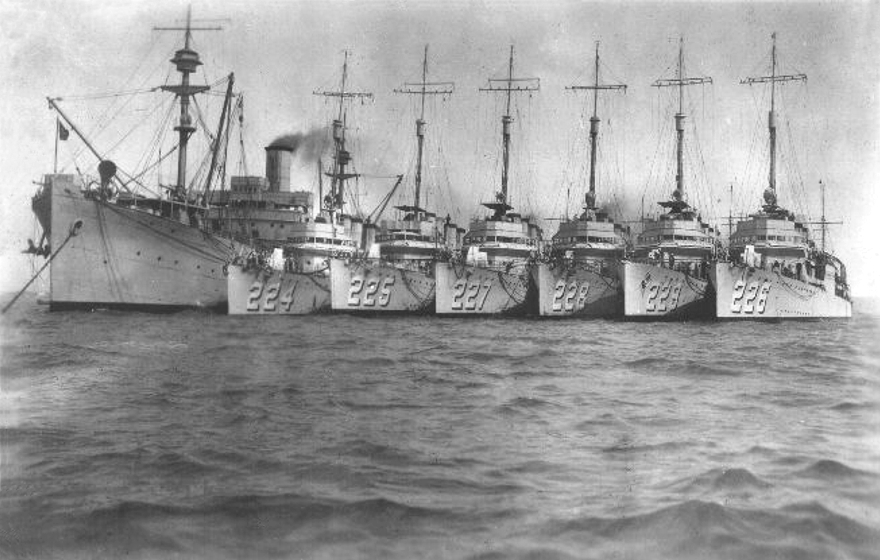
Un gruppo di cacciatorpediniere della classe Clemson ancorati a fianco della nave appoggio USS Whitney: lo Stewart è quello con il numero 224 dipinto sulla prua

Impostata il 9 settembre 1919 nei cantieri William Cramp and Sons di Filadelfia, la nave venne varata il 4 marzo 1920 con il nome di Stewart in onore di Charles Stewart (1778–1869), retroammiraglio statunitense dei primi del XIX secolo; madrina del varo fu Margaretta Stewart Stevens, nipote dello stesso Charles Stewart. L'unità entrò poi in servizio il 15 settembre 1920, e dopo un periodo di esercitazioni fu inserita nella Atlantic Fleet a partire dall'ottobre del 1921.
Il 20 giugno 1922 l'unità fu ridestinata alla United States Asiatic Fleet, la forza navale incaricata di proteggere i possedimenti statunitensi nelle Filippine, e dopo un lungo viaggio via Mediterraneo e canale di Suez arrivò a Chefoo, in Cina, il 26 agosto seguente. Impegnata nelle attività di routine della Flotta asiatica, la nave fece base a Chefoo e Tsingtao nei mesi estivi e a Manila in quelli invernali; il 21 settembre 1923 fu inviata a Yokosuka, in Giappone, per partecipare alle operazioni di soccorso alle vittime del grande terremoto del Kantō. A partire dal gennaio del 1925 lo Stewart fu intensamente impegnato in varie missioni lungo le rive del Fiume Azzurro e le coste della Cina, per proteggere le vite dei cittadini statunitensi e gli interessi nazionali durante un periodo di forti disordini nel paese, facendo spesso la spola tra i porti di Shanghai, Nanchino e Wuhu in più turni distinti.
Allo scoppio della seconda guerra mondiale nel settembre del 1939 lo Stewart fu richiamato nelle Filippine e, dopo un periodo di lavori di riparazione di routine nei cantieri della base navale di Cavite nell'aprile del 1940, fu poi destinato al pattugliamento delle acque tra l'arcipelago e il possedimento statunitense di Guam, compiendo un'ultima missione nelle acque cinesi tra il luglio e il settembre del 1940. Con il deteriorarsi della situazione internazionale nel corso del 1941 il cacciatorpediniere fu trattenuto nelle Filippine, e il 27 novembre 1941 salpò con il grosso della Asiatic Fleet alla volta delle Indie Orientali Olandesi, onde non farsi sorprendere da un eventuale attacco a sorpresa giapponese.
L'8 dicembre 1941, giorno dell'attacco giapponese a Pearl Harbor, lo Stewart si trovava ancorato a Tarakan, nel Borneo olandese, insieme ad altre unità navali statunitensi e olandesi, venendo impiegato in varie missioni di scorta ai convogli tra l'Australia e le Filippine meridionali; il 30 gennaio 1942 si aggregò a una squadra navale Alleata impegnata nel contrasto dell'avanzata giapponese nelle Indie Olandesi, partecipando il successivo 4 febbraio alla battaglia dello Stretto di Makassar, senza riportare danni. Aggregato alla squadra navale dell'ABDA Command, il cacciatorpediniere partecipò tra il 14 e il 15 febbraio alle operazioni al largo di Sumatra, subendo diversi attacchi aerei ma senza riportare danni.
Il 18 febbraio seguente lasciò il porto di Tjilatjap insieme all'incrociatore olandese Hr. Ms. Tromp e ad altri tre cacciatorpediniere statunitensi per intercettare le unità giapponesi intente a sbarcare truppe sull'isola di Bali, azione poi sfociata nella battaglia dello Stretto di Badung: durante un confuso scontro notturno, la squadra alleata ingaggiò battaglia contro quattro cacciatorpediniere giapponesi venendo infine costretta a ritirarsi; lo Stewart fu colpito più volte dalle cannonate del cacciatorpediniere giapponese Asashio, riportando danni allo scafo, alle macchine e all'armamento, ma riuscendo infine a raggiungere il porto di Soerabaja, nell'isola di Giava.
A Soerabaja lo Stewart fu messo in un bacino di carenaggio galleggiante per le riparazioni il 22 febbraio, ma i sostegni a cui era assicurato cedettero di schianto provocando una caduta del battello da 4 metri di altezza dentro il bacino, lasciandolo sbandato di 37° e con ulteriori danni allo scafo e all'apparato propulsivo. Con il porto sotto attacco aereo e in procinto di cadere in mano alle truppe giapponesi avanzanti, l'equipaggio fu evacuato e la nave abbandonata dove si trovava: due cariche da demolizione furono fatte detonare sul cacciatorpediniere provocando ulteriori danni, uniti a quelli provocati da una bomba d'aereo giapponese; infine il 2 marzo, giorno della caduta di Soerabaja, il bacino di carenaggio fu affondato dal personale del porto con all'interno il relitto dello Stewart. L'unità, considerata definitivamente perduta, fu cancellata dai registri navali statunitensi il 25 marzo 1942; il nome Stewart fu poi reimpiegato per un nuovo cacciatorpediniere di scorta, lo USS Stewart, varato nel novembre del 1942.

### 1943 - 1946
Nel febbraio del 1943 il bacino di carenaggio contenente il relitto dello Stewart fu riportato a galla dai giapponesi, che decisero di rimettere in servizio il cacciatorpediniere: la nave fu sottoposta a lavori di riparazione che comportarono diverse modifiche allo scafo (anche per alterarne la forma in modo che non fosse scambiata per un'unità statunitense dalle navi giapponesi), mentre il suo armamento originale fu rimpiazzato con armi catturate agli olandesi (due cannoni da 76 mm impiegabili anche nel tiro contraereo, due mitragliatrici Browning M2 calibro 12,7 mm e due mitragliatrici giapponesi da 6,5 mm) e i suoi apparati anti-sottomarino con altri di origine giapponese (lanciatori per bombe di profondità Type 94 e impianti sonar Type 93); l'unità non fu mai completamente rimessa in condizioni ottimali, con solo due delle quattro caldaie effettivamente funzionanti, ma ciò nonostante fu ritenuta sufficientemente operativa e il 20 settembre 1943 fu ufficialmente reintrodotta in servizio con il nome di Dai-102-Gō shōkaitei ("Nave da pattuglia numero 102").

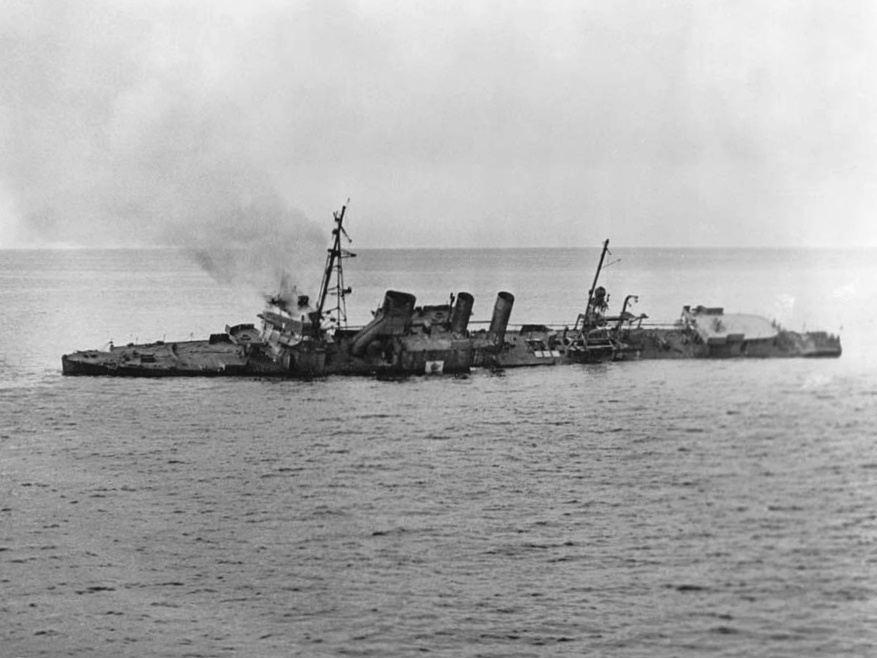
Il DD-224 affonda il 24 maggio 1946

L'unità fu prevalentemente impegnata in operazioni di scorta ai convogli giapponesi nelle acque del sud-est asiatico; benché il suo ruolo non sia confermato, la nave partecipò all'affondamento di due sommergibili statunitensi, lo USS Harder il 24 agosto 1944 al largo di Dasol nelle Filippine, e lo USS Growler l'8 novembre 1944 nel Mar Cinese Meridionale. A metà novembre del 1944 la nave fu inviata a Kure per ulteriori lavori di riparazione, durante i quali il suo armamento di origine olandese fu definitivamente rimpiazzato con armi giapponesi (cannoni da 76 mm Type 3, mitragliere antiaeree da 25 mm Type 96 e da 13 mm Type 93, oltre a tubi lanciasiluri da 450 mm Type 2), per poi essere di nuovo inviata nelle Filippine e a Singapore per continuare con i suoi compiti di nave-scorta. Nell'aprile del 1945 fu richiamata in Giappone, subendo diversi attacchi aerei e danni durante il viaggio prima di approdare a Kitakyūshū il 28 aprile seguente; a partire dal 1º maggio fu assegnata al distretto navale di Kure, subendo ulteriori potenziamenti al suo armamento ma venendo impegnata solo in qualche operazione di secondo piano.
Al momento della resa del Giappone nell'agosto del 1945 la nave si trovava ferma in porto nella baia di Hiro, a est di Kure, e qui fu ispezionata da ufficiali statunitensi che la trovarono in condizioni di forte abbandono; sommariamente risistemata, l'unità fu riacquisita dalla United States Navy il 29 ottobre 1945 durante una breve cerimonia alla presenza dell'ammiraglio Jesse Oldendorf, ricevendo il nome di DD-224. Il 2 novembre seguente la nave partì da Kure alla volta degli Stati Uniti, ma il 17 novembre dovette fermarsi a Guam per lavori di riparazione al suo apparato propulsivo che la tennero ferma per un mese; dopo una sosta a Pearl Harbor, la nave arrivò infine a San Francisco il 23 marzo 1946, dopo 24 anni di assenza dalla madrepatria. Trasferita a Oakland, il 17 aprile 1946 la nave venne nuovamente cancellata dai registri navali statunitensi e definitivamente radiata il 23 maggio seguente; trasformata in nave bersaglio, venne infine affondata il 24 maggio 1946 durante un'esercitazione aeronavale davanti a San Francisco.